# Памятник Великому Стоянию на Угре
Па́мятник Вели́кому Стоя́нию на Угре́ — памятник советского периода, установлен в честь окончания ига Орды в 1480 году. Первый вариант памятника был установлен в 1980 году, на пятисотлетний юбилей события. Современная скульптурная композиция появилась в 1988 году. Находится на 176-м километре Киевского шоссе, у моста через реку Угра.
Авторы скульптуры — В. А. Фролов и М. А. Неймарк, главный архитектор Калужской области Е. И. Киреев. В 2017 году рядом с памятником была построена часовня.

## Описание
На насыпном холме — скульптурная группа из четырёх фигур вооружённых русских воинов, с копьями и мечами, которые стоят, сомкнув щиты. Высота памятника — 6 метров. Он изготовлен из декоративного бетона с мраморной крошкой на Калужской скульптурной фабрике.